# Pontifícia Università Cattolica di Rio de Janeiro
La Pontificia Università Cattolica di Rio de Janeiro (PUC-Rio) è un istituto di istruzione superiore senza scopo di lucro, filantropico e comunitario del Segretariato per la regolamentazione e la supervisione dell'istruzione superiore. Con sede a Gávea, Rio de Janeiro, Brasile.
Fu fondata nel 1941 da D. Sebastião Leme e da Padre Leonel Franca, S.J., e ufficialmente riconosciuta con Decreto 8681, del 15 gennaio 1946. Con Decreto della Congregazione dei Seminari, del 20 gennaio 1947, l'università ricevette il titolo di pontificio.
Oggi è riconosciuta come una delle migliori e più prestigiose università dell'America Latina. Il Times Higher Education, uno degli istituti che valutano le università a livello globale, ha classificato PUC-Rio tra le 10 migliori università dell'America Latina, avendo raggiunto la 8ª posizione nella classifica generale del 2023. Lo stesso istituto lo ha classificato leader in collaborazione con l'industria e la migliore università privata del paese. Il 9 maggio 2018, il Times Higher Education Emerging Economies University Rankings 2018 ha classificato l'università come la 3ª migliore università del Brasile e la 61ª nella classifica generale dei paesi emergenti.